# دی‌کلروآمین
دی‌کلروآمین (به انگلیسی: Dichloramine) یک ترکیب شیمیایی با شناسه پاب‌کم ۷۶۹۳۹ است. شکل ظاهری این ترکیب، گاز زرد است.